# Dogma e Rituale dell'Alta Magia
Dogma e Rituale dell'Alta Magia è il titolo del primo trattato pubblicato da Éliphas Lévi sulla magia rituale, apparso in due volumi tra il 1854 (Dogma) e il 1856 (Rituale). Ciascuno dei due volumi è strutturato in 22 capitoli, in relazione agli Arcani dei Tarocchi.

## Contenuto
L'opera è divisa in due volumi, il primo dei quali (Dogma) contiene una trattazione della parte teorica, il secondo (Rituale) di quella pratica.
L'autore vi espone la sua visione della magia, secondo cui essa occupa un posto intermedio tra scienza e religione, attribuendole la funzione di conciliare e mediare tra queste due dimensioni.
Il nostro libro è cattolico; e se le rivelazioni che contiene sono di natura da allarmare la coscienza dei semplici, nostra consolazione è di pensare che non lo leggeranno.»
(Eliphas Lévi, trad. it. dalla quarta di copertina )
Lévi rifiuta le opinioni, come quelle di E.B. Taylor, secondo cui la magia e la religione sarebbero intrinsecamente irrazionali, e sarebbero state progressivamente sostituite dalla scienza moderna. Egli considera invece la magia alla stregua di una «scienza esoterica», e suggerisce che la tradizione dell'ermetismo possa essere riadattata e aggiornata per scoprire le verità sottostanti dietro tutti i sistemi magico-sapienziali del passato, attraverso una loro comparazione.

Levi sostiene quindi una sorta di perennialismo affermando l'esistenza di una filosofia occulta primordiale che soggiace alle varie religioni e dottrine iniziatiche dell'umanità, un «dogma segreto» da lui identificato con la Cabala (chiamata anche «scienza dei Magi») e di cui andrebbe riconosciuta la concordanza col cristianesimo, come sarebbe documentato dall'Apocalisse e dalla Profezia di Ezechiele. Oltre a questi due testi, è soprattutto il Talmud che, come una seconda Bibbia, possiede le chiavi per riconciliare fede e ragione, scienza e mistero, potere e libertà.
(Eliphas Levi, introduzione a Dogma dell'Alta Magia)
L'aspetto pratico della magia viene descritto a partire dai rituali con cui cercare di dominare quelle particolari forze o entità soprannaturali spesso denigrate come demoni, ma sulla cui natura Levi prova a fornire una spiegazione che non discordi col cattolicesimo, riconducendone l'etimologia del termine a quella greca di daimon, ovvero esseri appartenenti alla parte più profonda e inconscia dell'animo umano, in tal senso ritenuti inferi, ma capaci di operare un collegamento col divino.
L'opera, che include una traduzione del Nuctemeron (o Nuctameron) attributo ad Apollonio di Tiana, di cui Lévi riferisce anche di un suo esperimento di evocazione dell'anima defunta durante una seduta spiritica, ha recentemente attirato l'attenzione degli studiosi per le sue tesi sullo studio comparato della magia, della religione, della teologia, dell'alchimia e delle scienze naturali, che anticipano le ricerche moderne in materia religiosa sul parallelismo tra aspetti dell'antropologia e della filologia, come il lavoro di Max Müller.

## Traduzioni
Il Dogme et Rituel de la Haute Magie di Lévi fu tradotto in inglese dall'esoterista Arthur Edward Waite col titolo di Transcendental Magic, its Doctrine and Ritual nel 1896, con l'aggiunta di una prefazione biografica e note a piè di pagina. 
La prima traduzione in italiano fu pubblicata dalla casa editrice Atanòr nel 1915 ad opera di Carlo de Rysky, andando ad esercitare un influsso sugli esponenti del Gruppo di Ur.

### Edizioni italiane
- Eliphas Levi, Dogma e rituale dell'Alta magia, trad. it. di Silvia Cecchini, Parole d'Argento Edizioni, 2021.